# Gerd Pfeiffer
Gerd Pfeiffer (* 22. Dezember 1919 in Striegau, Schlesien; † 1. Februar 2007 in Karlsruhe) war ein deutscher Jurist und von 1977 bis 1987 Präsident des Bundesgerichtshofs.

## Leben
Im März 1937 legte Pfeiffer die Abiturprüfung ab und wurde ab April 1937 zum Reichsarbeitsdienst in Breslau rekrutiert. Ab 1937 leistete er seinen Wehrdienst ab und diente nach Kriegsausbruch als Soldat bis 1945. Dabei wurde er fünfmal verwundet. Nach Kriegsende studierte er in den Jahren 1945 bis 1948 an der Universität Erlangen Rechtswissenschaften. 1948 wurde er an der juristischen Fakultät zum Dr. iur. promoviert.
Nach dem Ablegen des zweiten juristischen Staatsexamens im Jahr 1951 trat Pfeiffer in den Justizdienst des Landes Bayern ein. Von 1952 bis 1958 war er als wissenschaftlicher Mitarbeiter an das Bundesverfassungsgericht abgeordnet, danach war er als Richter am Landgericht München I und am Oberlandesgericht München tätig.
Pfeiffers Ernennung zum Bundesrichter erfolgte am 7. April 1966. Das Präsidium wies ihn dem 1. Strafsenat des Bundesgerichtshofes zu, dessen Vorsitz als Senatspräsident er am 5. März 1970 übernahm. Am 3. November 1976 wurde er zum Vizepräsidenten des Bundesgerichtshofs und ein Jahr später, am 1. Oktober 1977 als Nachfolger von Robert Fischer zum Präsidenten des Gerichts ernannt. In dieser Funktion übernahm Pfeiffer den Vorsitz im Kartellsenat des Bundesgerichtshofs.
Im Jahr 1979 wurde er als Festredner für die Hundert-Jahr-Feier der Gründung des Reichsgerichts ausgewählt. In seinen Ausführungen gelang ihm ein bemerkenswerter Spagat. Er musste zum einen die konservative Rechtstradition bis 1933 gutheißen, zum anderen die nationalsozialistische Rechtsanwendung brandmarken und auf die Rechtsentwicklungen seit 1945 eingehen.
Für seine juristische Kompetenz und Entschiedenheit im Strafrecht wurde er sehr geachtet. Diese Fähigkeiten brachte er auch als Vorsitzender der Ethik-Kommission in Freiburg auf, ebenso als Vorsitzender des wissenschaftlichen Beirats der Ausstellung Justiz und Nationalsozialismus im Jahr 1989. Er wandte sich gegen Tendenzen, das Strafrecht unverhältnismäßig zu verschärfen. Auch gegen die Kronzeugenregelung trat er auf, die der damalige Innenminister Friedrich Zimmermann verfolgte. Pfeiffer war u. a. Herausgeber des Karlsruher Kommentars zur Strafprozeßordnung (München: C. H. Beck 1982, 5. Auflage 2003).
Pfeiffer, Honorarprofessor an der Universität Hagen, trat am 31. Dezember 1987 in den Ruhestand. Sein Nachfolger wurde Walter Odersky. Pfeiffer war der erste Sozialdemokrat an der Spitze des Bundesgerichtshofs.
In den Jahren 1988 bis 1993 war er Vorsitzender des Trägervereins für das Rechtshistorische Museum Karlsruhe.

## Auszeichnungen und Ehrungen
- Großes Bundesverdienstkreuz mit Stern und Schulterband
- Bayerischer Verdienstorden
- Großes Goldenes Ehrenzeichen am Bande für die Verdienste um die Republik Österreich
- Großkreuz des Verdienstordens der Italienischen Republik
- Ehrenzeichen der Deutschen Anwaltschaft
- Verschiedene Kriegsauszeichnungen (EK II, EK I)